# 湖南辛亥革命人物紀念館
湖南辛亥革命人物紀念館（こなんしんがいかくめいじんぶつきねんかん）は、中華人民共和国湖南省長沙市長沙県黄興鎮にある歴史博物館。

## 沿革
- 2010年11月、辛亥革命100周年に当たり、湖南辛亥革命人物紀念館は湖南省長沙市長沙県黄興鎮で建設を開始した。

- 2011年9月26日、湖南辛亥革命人物紀念館で定礎式が行われ、全国人民代表大会常務委員会副委員長、中国国民党革命委員会中央委員会主席の周鉄農（中国語版）が出席した[2]。

- 2015年10月10日、湖南辛亥革命人物紀念館が開館した[3]。

- 2019年8月26日、新党の郁慕明主席らは湖南辛亥革命人物紀念館を見学した[4]。